# Дело об убийстве Адама Уолша

Фотография Адама Уолша

Адам Джон Уолш (14 ноября 1974 год — 27 июля 1981 год) — американский мальчик, похищенный 27 июля 1981 года из универмага «Sears» в Голливудском торговом центре в Голливуде, штат Флорида. Его отрезанная голова была обнаружена двумя неделями позже. Смерть Адама вызвала резонанс на государственном уровне. Отец мальчика, Джон Уолш, стал защитником жертв насильственных преступлений и основал программу «America’s Most Wanted». В 2008 году дело было закрыто — убийцей был признан Оттис Тул.

## Расследование убийства и последствия
Судебные медики установили, что причиной смерти Адама было удушение, и что голова мальчика была отрезана с целью затруднить опознание трупа.
Некоторое время подозреваемым в убийстве Адама Уолша был Джеффри Дамер. Сам Дамер эти обвинения категорически отрицал. Он ответил на подозрения следующим образом:
Я признался во всем. Во всех 16 убийствах в Висконсине и еще в одном в Огайо. Я был абсолютно откровенен и признался бы в других убийствах, если бы совершил их. Я их не совершал. Надеюсь, это заставит слухи умолкнуть …Я рассказал вам всё — как я их убивал, как я их готовил, кого я ел. Ну зачем же мне было бы скрывать другие убийства?
Оттис Тул признался в убийстве Адама, но никогда не был осужден за это преступление из-за отсутствия доказательств (позднее он отказался от своих показаний). Тул умер в тюрьме от печеночной недостаточности 15 сентября 1996 года. Хотя никаких новых доказательств не было, 16 декабря 2008 года полиция объявила, что дело Уолша было закрыто, поскольку они уверены в том, что Тул был убийцей.
Джули Литкотт-Хеймс пишет в своей книге «Отпустите их. Как подготовить детей к взрослой жизни»:
Отец Адама, Джон Уолш, не остановился на этом: он лоббировал в Конгрессе создание в 1984 году Национального центра по делам пропавших и эксплуатируемых детей и создал телепередачу «America’s Most Wanted», которая выходила на канале Fox много лет начиная с 1988 года. Так родился наш неутихающий страх перед незнакомцами.